# Helicopsyche erythronoe
Helicopsyche erythronoe är en nattsländeart som beskrevs av Schmid 1993. Helicopsyche erythronoe ingår i släktet Helicopsyche och familjen Helicopsychidae. Inga underarter finns listade i Catalogue of Life.